# Droga krajowa B247 (Niemcy)
Droga krajowa 247 (Bundesstraße 247, B 247) – niemiecka droga krajowa przebiegająca przez teren Niemiec z zachodu na południowy wschód od skrzyżowania z drogą B241 w Kaltenburg w Dolnej Saksonii do skrzyżowania z drogą B88 w Ohrdruf w Turyngii.